# Juan José Grassi
Juan José Grassi Tenca (nacido en Uruguay el 13 de julio de 1912) es un ex-futbolista uruguayo. Jugaba de delantero.

## Carrera

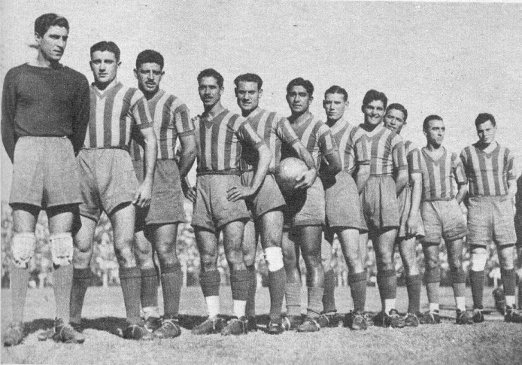
Rosario Central en 1939. Grassi aparece cerrando la fila.

En 1938 jugó para Rampla Juniors. Vistió la camiseta de Rosario Central de Argentina en 1939, debutando en un partido ante Ferro Carril Oeste, convirtiendo 2 tantos. El entrenador era Carlos Carlomagno. Disputó 19 partidos con la camiseta canalla y convirtió 5 goles.

### Goles en Rosario Central
| Fecha      | Rival              | Resultado | Goles |
| ---------- | ------------------ | --------- | ----- |
| 16-04-1939 | Ferro Carril Oeste | 5-0       | 2     |
| 16-07-1939 | Racing Club        | 3-1       | 1     |
| 06-08-1939 | Chacarita Juniors  | 2-1       | 1     |
| 12-11-1939 | Newell's Old Boys  | 1-1       | 1     |

## Clubes
| Club            | País      | Año  |
| --------------- | --------- | ---- |
| Rampla Juniors  | Uruguay   | 1938 |
| Rosario Central | Argentina | 1939 |